# Poprad
Poprad ([ˈpɔpɾat]ⓘ, en alemán: Deutschendorf) es una ciudad ubicada en el noreste de Eslovaquia. Está situada a la ladera de los montes Tatras y es famosa por su pintoresco centro histórico y como centro turístico y de vacaciones. Es la ciudad más grande de la región tradicional de Spiš y la décima ciudad por tamaño en Eslovaquia.
La ciudad cuenta con un aeropuerto internacional, el Poprad-Tatry. Es también es el punto de inicio del ferrocarril eléctrico de Tatra (conocido en eslovaco como Tatranská elektrická železnica), un conjunto especial de trenes o tranvías de vía estrecha que conecta los centros turísticos del Alto Tatra entre sí y con Poprad. Muchas líneas de trenes unen Poprad con otros destinos en Eslovaquia y más allá; en particular, hay trenes que van hasta Praga, en la República Checa.

## Historia
El territorio perteneció al Reino de Hungría desde el siglo XIII y originalmente estuvo probablemente habitada por los eslavos. Fue colonizado por pobladores alemanes y se convirtió en el pueblo de Deutschendorf, que significa "villa alemana". Desde 1412 hasta 1770, como una de las ciudades de Szepes, Poprad fue empeñado por el Reino de Hungría al Reino de Polonia, dando como resultado una fuerte influencia polaca sobre el ulterior desarrollo de la ciudad.
La propia Poprad, cuya primera referencia escrita data de 1256, fue durante 690 años (hasta el año 1946) solo uno de diversos asentamientos vecinos que actualmente conforman la ciudad moderna. Las otras partes del actual municipio son: Matejovce (primera referencia, 1251), Spišská Sobota (1256), Veľká (1268) y Stráže pod Tatrami (1276). El más significativo de estos pueblos originales fue Georgenberg (hoy, Spišská Sobota), que conservó su posición dominante en la zona hasta finales del siglo XIX.
En 1999 Poprad solicitó albergar los Juegos Olímpicos de Invierno de 2006, pero perdió ante la candidatura de Turín, Italia.

## Demografía
| Año        | 1994   | 2004    | 2014    | 2024    |
| ---------- | ------ | ------- | ------- | ------- |
| Población  | 54 803 | 55 404  | 52 316  | 48 352  |
| Diferencia |        | +1,09 % | −5,57 % | −7,57 % |

| Año        | 2023   | 2024    |
| ---------- | ------ | ------- |
| Población  | 48 741 | 48 352  |
| Diferencia |        | −0,79 % |

| Gráfica de evolución de Poprad entre 1869 y 2020 |
|                                                  |
| Fuente:Citypopulation.                           |

## Galería

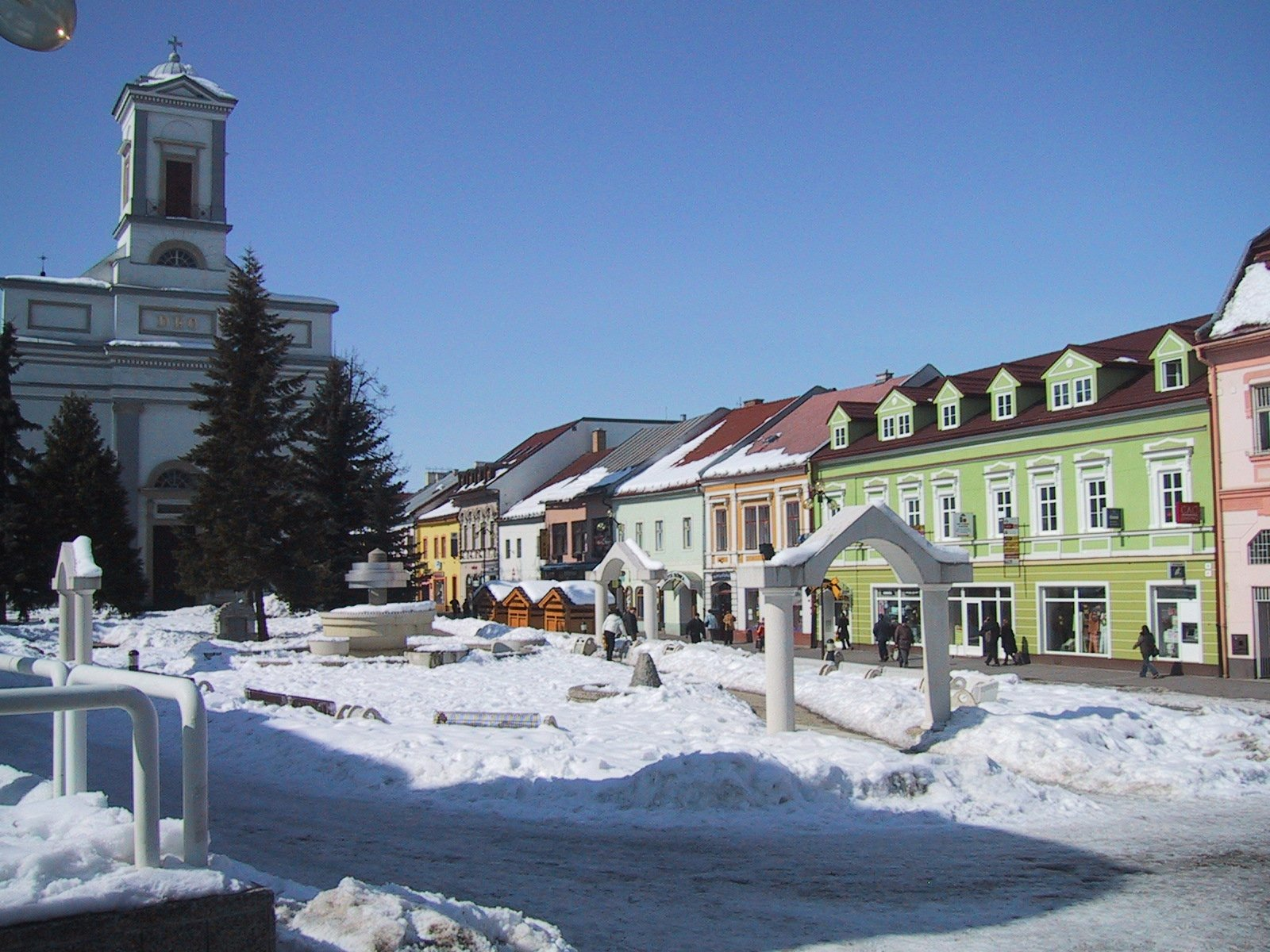
Stadscentrum Poprad
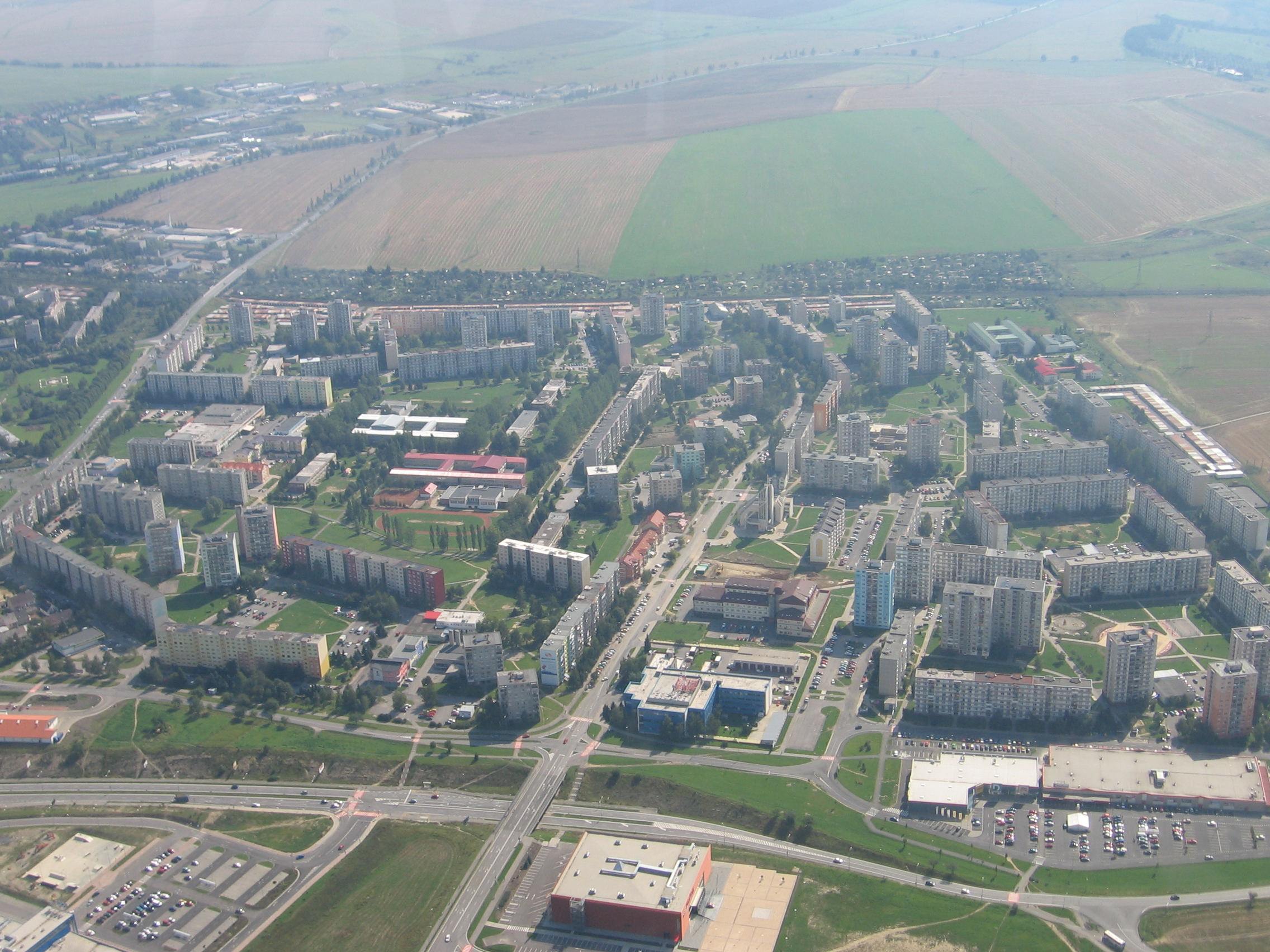
Sídlisko Juh - Poprad
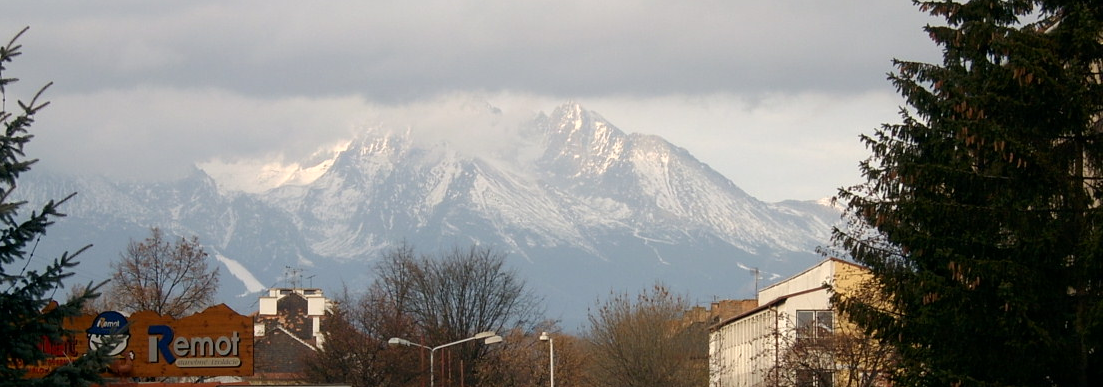
Altos Tatras desde Poprad

## Clima
Poprad queda en la zona templada septentrional y tiene un clima continental (clima de las cuencas) con cuatro estaciones diferenciadas. Se caracteriza por una significativa variación entre los vernos cálidos y los inviernos fríos.
| Parámetros climáticos promedio de Poprad | Parámetros climáticos promedio de Poprad | Parámetros climáticos promedio de Poprad | Parámetros climáticos promedio de Poprad | Parámetros climáticos promedio de Poprad | Parámetros climáticos promedio de Poprad | Parámetros climáticos promedio de Poprad | Parámetros climáticos promedio de Poprad | Parámetros climáticos promedio de Poprad | Parámetros climáticos promedio de Poprad | Parámetros climáticos promedio de Poprad | Parámetros climáticos promedio de Poprad | Parámetros climáticos promedio de Poprad | Parámetros climáticos promedio de Poprad |
| Mes                                      | Ene.                                     | Feb.                                     | Mar.                                     | Abr.                                     | May.                                     | Jun.                                     | Jul.                                     | Ago.                                     | Sep.                                     | Oct.                                     | Nov.                                     | Dic.                                     | Anual                                    |
| ---------------------------------------- | ---------------------------------------- | ---------------------------------------- | ---------------------------------------- | ---------------------------------------- | ---------------------------------------- | ---------------------------------------- | ---------------------------------------- | ---------------------------------------- | ---------------------------------------- | ---------------------------------------- | ---------------------------------------- | ---------------------------------------- | ---------------------------------------- |
| Temp. máx. media (°C)                    | 0.1                                      | 2.1                                      | 6.5                                      | 11.6                                     | 17.2                                     | 20.1                                     | 21.9                                     | 22.1                                     | 17.7                                     | 12.6                                     | 5.0                                      | 1.0                                      | 11.5                                     |
| Temp. mín. media (°C)                    | -8.4                                     | -7.1                                     | -3.3                                     | 0.9                                      | 5.4                                      | 8.3                                      | 10.0                                     | 9.4                                      | 6.1                                      | 1.8                                      | -2.8                                     | -6.6                                     | 1.1                                      |
| Precipitación total (mm)                 | 23                                       | 22                                       | 27                                       | 48                                       | 74                                       | 86                                       | 73                                       | 65                                       | 52                                       | 43                                       | 36                                       | 27                                       | 576                                      |
| Fuente: World Weather 2009               |                                          |                                          |                                          |                                          |                                          |                                          |                                          |                                          |                                          |                                          |                                          |                                          |                                          |